# La felicità (Maupassant)
La felicità (Le Bonheur) è un racconto di Guy de Maupassant pubblicato dapprima su Le Gaulois il 16 marzo 1884 e inserito successivamente nella raccolta Racconti del giorno e della notte nel 1885.

## Trama
Una sera, in una villa nel Sud della Francia, un vecchio signore racconta un episodio della sua vita. Un tempo, durante un viaggio in Corsica (che appena si intravede all'orizzonte dalla villa), aveva trascorso una notte con un'anziana coppia ed era rimasto profondamente colpito dalla genuina felicità della padrona di casa, che eppure aveva dovuto rinunciare alle ricchezze di famiglia per stare con l'uomo che amava.

## Edizioni
- Guy de Maupassant, Racconti del giorno e della notte, collana Biblioteca universale Rizzoli ; 1860-1861, traduzione di Oreste Del Buono, Milano, Rizzoli, 1962.
- Guy de Maupassant, Racconti del giorno e della notte, collana I capolavori Sansoni ; 42, traduzione di Mario Picchi, Introduzione di Edda Melon, Milano, 1965.